# Cổ Vương quốc Ai Cập
Cổ Vương quốc Ai Cập là một thời kỳ của Ai Cập cổ đại với niên đại từ năm 2686 đến năm 2181 TCN. Đây là giai đoạn lần đầu tiên Ai Cập đạt đến đỉnh cao của nền văn minh và là một trong ba thời kỳ được gọi là "Vương quốc" (tiếp theo là Trung Vương quốc và Tân Vương quốc). Các nhà sử học ở thế kỷ XVIII đưa ra thuật ngữ này và sự phân biệt giữa Cổ Vương Quốc và Thời kỳ Sơ vương triều không phải là một thuật ngữ được công nhận bởi người Ai Cập cổ đại. Không chỉ vị vua cuối cùng của Thời kỳ Sơ vương triều liên quan đến hai vị vua đầu tiên của Cổ vương quốc, mà "kinh đô", nơi ở của hoàng gia, vẫn được giữ ở Ineb-Hedg (người Ai Cập cổ đại gọi là Memphis). Lý giải cơ bản cho một sự tách biệt giữa hai giai đoạn là sự thay đổi mang tính cách mạng trong kiến trúc kèm theo những tác động về xã hội Ai Cập và nền kinh tế của các dự án xây dựng quy mô lớn.
Cổ Vương quốc thường được xem là kéo dài trong khoảng thời gian từ Vương triều thứ Ba đến Vương triều thứ Sáu (2686-2181 TCN). Nhiều nhà Ai Cập học, cũng xem Vương triều Memphite thứ Bảy và thứ Tám thuộc Cổ Vương quốc như là một sự tiếp nối của sự quản lý tập trung ở Memphis. Trong khi Cổ Vương quốc là một khoảng thời gian an ninh nội bộ và thịnh vượng, nó được theo sau bởi một khoảng thời gian của sự bất hoà và suy giảm tương đối văn hóa được gọi bởi nhà Ai Cập học là Thời kỳ Trung gian đầu tiên. Trong Cổ Vương quốc, các vua của Ai Cập (không được gọi là pharaon cho đến Tân Vương quốc) đã trở thành một vị Thánh sống, người cai trị tối cao và có thể yêu cầu riêng cho bản thân và sự giàu có của các đối tượng của mình. Rất nhiều tài liệu tham khảo đã xem các vua của Cổ Vương quốc là các pharaon, chúng xuất phát từ sự phổ biến của chữ "pharaon " để mô tả bất kỳ và tất cả các vị Vua Ai Cập Cổ đại.
Dưới thời vua Djoser, vị vua đầu tiên của vương triều thứ Ba của Cổ Vương quốc, thủ đô hoàng gia của Ai Cập được chuyển tới Memphis, nơi Djoser thành lập triều đình của ông. Một kỷ nguyên mới của việc xây dựng được bắt đầu tại Saqqara dưới vương triều của ông. Kiến trúc sư của vua Djoser, Imhotep được cho là có đóng góp lớn cho sự phát triển của tòa nhà bằng đá và với quan điểm kiến trúc mới — kim tự tháp bậc thang. Thật vậy, Cổ Vương quốc có lẽ được biết đến nhiều nhất với số lượng lớn các kim tự tháp được xây dựng để chôn cất các pharaon vào thời kỳ này. Vì lẽ đó, Cổ Vương quốc Ai Cập thường được gọi với danh hiệu "Thời đại của các Kim tự tháp".

## Vương triều thứ Ba
Vua đầu tiên của Cổ Vương quốc là Djoser (khoảng 2691 đến 2625 TCN) của vương triều thứ ba, người đã ra lệnh cho việc xây dựng một kim tự tháp (kim tự tháp bậc) ở nghĩa địa của Memphis, Saqqara. Một người quan trọng trong vương triều của Djoser là tể tướng của mình, Imhotep.

Trong thời kỳ này, những vùng lãnh thổ trước đây vốn những nhà nước độc lập - thường được biết đến là Nomes, đã phải chấp nhận sự cai trị của các pharaon. Các nhà lãnh đạo trước đây bị buộc phải đảm nhận vai trò của các thống đốc hoặc nếu không làm việc thu thuế. Người Ai Cập trong thời kỳ này thờ pharaon của họ như là một vị thần, tin rằng ông đảm bảo lũ lụt hàng năm của sông Nile vốn rất cần thiết cho mùa màng của họ. Quan điểm của người Ai Cập về bản chất của thời gian trong giai đoạn này cho rằng vũ trụ hoạt động theo chu kỳ và các pharaon trên trái đất nỗ lực để đảm bảo sự ổn định của những chu kỳ. Họ cũng cảm nhận mình là một sự lựa chọn đặc biệt đối với mọi người.

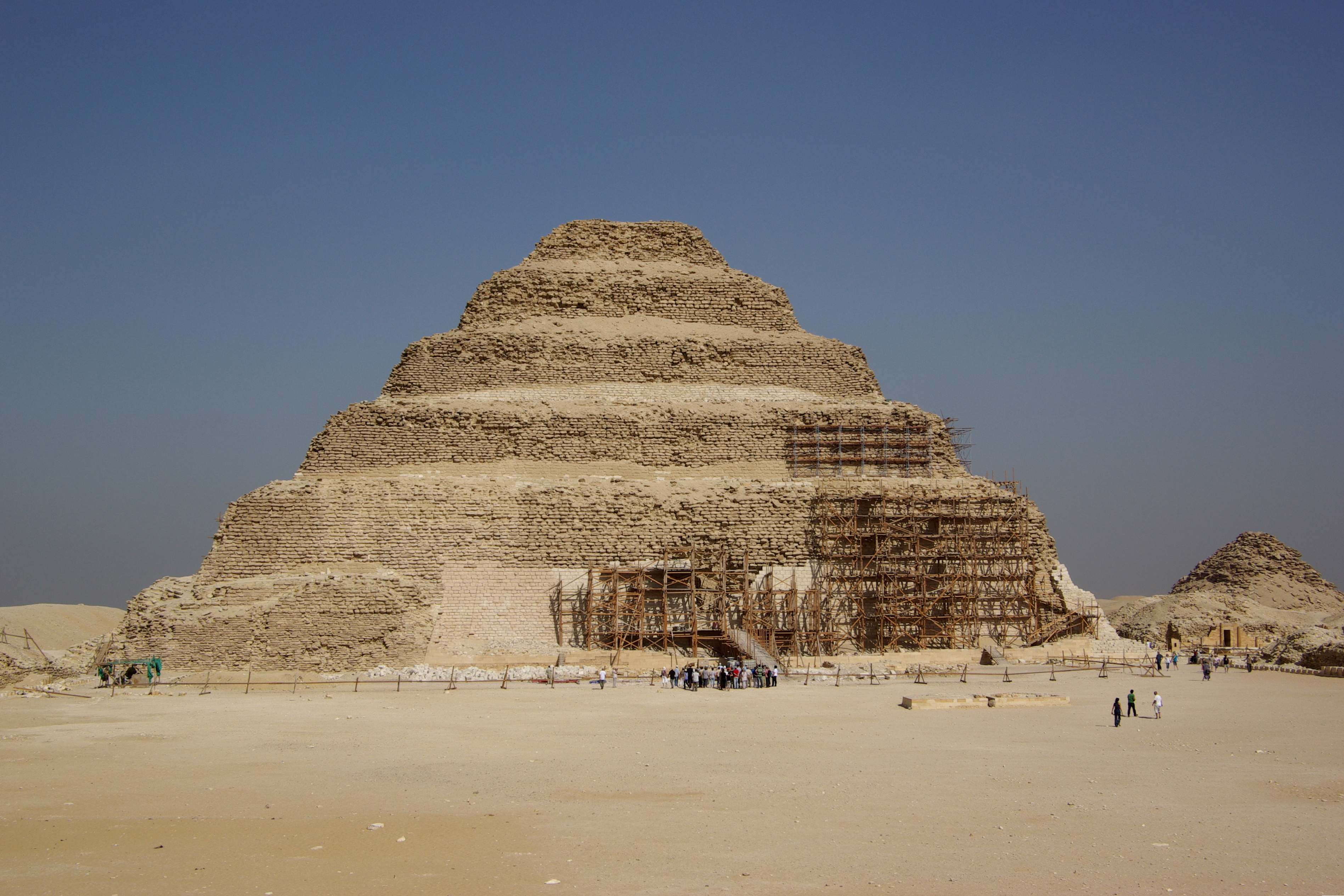
Kim tự tháp của Djoser từ thời cổ đại.

## Vương triều thứ Tư
Vương quốc Ai Cập trong vương triều này đạt đến đỉnh cao quyền lực hoàng gia (bắt đầu từ 2613-2494 TCN), mở ra bởi Sneferu (2613-2589 TCN). Bằng cách sử dụng đá nhiều hơn bất kỳ vua nào khác, ông đã cho xây dựng bộ ba kim tự tháp: một cái hiện giờ đã sụp đổ, kim tự tháp ở Meidum, Kim tự tháp nghiêng ở Dahshur, và Kim tự tháp Đỏ tại phía Bắc Dahshur. Tuy nhiên sự phát triển quá đầy đủ trong việc xây dựng những kim tự tháp đã không giống với thời cổ đại, như trong việc xây dựng của các kim tự tháp tại Giza.
Sneferu kế thừa bởi con trai của mình là Khufu (2589-2566 TCN) người đã xây dựng Đai kim tự tháp Giza. Sau khi Khufu chết, con trai ông là Djedefra (2566-2558 TCN) và Khafre (2558-2532 TCN) có thể đã gây ra một cuộc tranh cãi với nhau. Sau này, khi xây dựng thứ kim tự tháp và Tượng Nhân Sư ở Giza. Gần đây, một số cuộc nghiên cứu lại đã tìm ra các bằng chứng do nhà Ai Cập học Vassil đề xuất, ông cho rằng Tượng Nhân sư đã được xây dựng bởi Djedefra như một đài tưởng niệm cho cha mình là Khufu.

## Vương triều thứ Năm
Vương triều thứ Năm (2494-2345 TCN) bắt đầu bởi Userkaf (2494-2487 TCN) và được đánh dấu bằng sự phát triển quan trọng giáo phái của chúa trời Ra. Do đó có ít nỗ lực đều dành cho việc xây dựng các kim tự tháp, khu phức hợp hơn trong triều thứ 4 và nhiều hơn nữa để xây dựng ngôi đền thờ mặt trời ở Abusir. Djoser được kế thừa bởi con trai của mình Sahure (2487-2475 TCN), người chỉ huy một cuộc thám hiểm đến xứ Punt. Sahure đã thành công bởi Neferirkare Kakai (2475-2455 TCN) người đã được hoặc là Sahure là con trai hay anh trai của ông, trong trường hợp đó, ông có thể đã chiếm đoạt ngai vàng tại các chi phí của hoàng Tử Netjerirenre. Tiếp theo đó là hai vương triều ngắn ngủi của vua Neferefre (2455-2453 TCN) và Shepseskare, sau này có thể có một con trai của Sahure lên làm vua. Shepseskare bị phế truất, bởi Neferefre là anh trai của Nyuserre Ini (2445-2421 TCN).
Vị vua cuối cùng của vương triều này là Menkauhor Kaiu (2421-2414 trước Công nguyên), một thời gian ngắn cuối cùng khác của Djedkare Isesi (2414-2375 TCN hoặc 2375-2345 TCN), thời gian cai trị có ghi trong văn bản ở kim tự tháp của ông.
Ai Cập trong thời này đã mở rộng quyền lợi về thương mại như gỗ mun, hương thảo như mộc dược và nhũ hương, khoáng sản có vàng, đồng và nhiều kim loại hữu ích khác đã truyền cảm hứng cho người Ai Cập cổ đại xây dựng các con tàu lớn, giúp tạo ra nhiều cuộc khám phá biển. Họ đã giao dịch với Liban trong việc buôn bán cây tuyết tùng Liban và đi suốt toàn bộ chiều dài của Biển Đỏ đến Vương quốc Punt, ngày nay là Somalia. Việc đóng tàu của thời đại này đã không sử dụng chốt giữ (treenails) hoặc chốt kim loại, nhưng nó có thể vững chắc dựa trên các sợi dây để giữ cho tàu. Ván gỗ và các phần thân được gắn chặt và ràng buộc với nhau.

## Vương triều thứ Sáu
Trong suốt Vương triều thứ Sáu (2345-2181 TCN), sức mạnh của các pharaon dần dần suy yếu, họ ủng hộ mạnh mẽ đối với nomarch (thống đốc khu vực). Những điều này không còn thuộc hoàng gia, tạo ra nhiều vương triều địa phương khác chiếm phần lớn độc lập từ pharaon. Tuy nhiên, việc kiểm soát lũ lụt sông Nile vẫn còn là chủ đề tranh luận trước khi xây dựng các công trình rất lớn, bao gồm cả, đặc biệt là các kênh Hồ Moeris xung quanh 2300 trước Công nguyên, mà là khả năng cũng là nguồn nước cho các kim tự tháp ở Giza thế kỷ trước đó.
Sự thiết lập lại ổn định trong thời kỳ loạn lạc ở vương triều của vua Pepi II (2278-2184 trước Công nguyên) về phía cuối của vương triều.
Các trở ngại mạnh cuối cùng là ở thế kỷ XXII TCN, những trận hạn hán ở đã dẫn đến một thời gian rất dài không có mưa, gây hậu quả nặng nề cho nông nghiệp. Ngoài ra, ít nhất một năm giữa những năm 2200 và 2150 trước Công nguyên đã xảy ra lũ lụt ở sông Nile, làm kinh tế vương quốc gặp khó khăn. Những thứ đã gây ra sự sụp đổ của vương quốc tiếp theo đó là một thập kỷ nạn đói và xung đột.

## Văn hóa
Vương quốc Ai Cập trong Cổ Vương quốc (Vương triều thứ 3 đến thứ 6, 2649-2150 TCN) là một trong những thời kỳ năng động và phát triển nhất về nghệ thuật Ai Cập. Trong thời gian này, các nghệ sĩ vì để phổ biến văn hóa của mình ra thế giới, họ lần đầu tiên tạo ra tác phẩm độc đáo, giữ mãi trong nhiều thế hệ. Kiến trúc sư và thợ xây làm chủ được kỹ thuật thiết kế và xây dựng những cấu trúc hoành tráng trong đá.
Nhà điêu khắc tạo ra những bức chân dung trên đá, tượng gỗ, đồng,... Họ đã hoàn thiện nghệ thuật chạm khắc phức tạp, trang trí phụ trợ qua các hình ảnh từ việc quan sát về thế giới tự nhiên, lao động sản xuất, hình ảnh chi tiết của vật, cây cối, và thậm chí phong cảnh, ghi lại những yếu tố thiết yếu của thế giới của họ mãi mãi trong sơn và được khắc trên các bức tường của ngôi đền và lăng mộ còn đến ngày nay.

## Hình ảnh

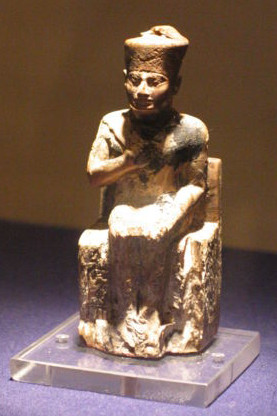
Khufu, người đã xây dựng Kim tự tháp Khufu ở Giza.
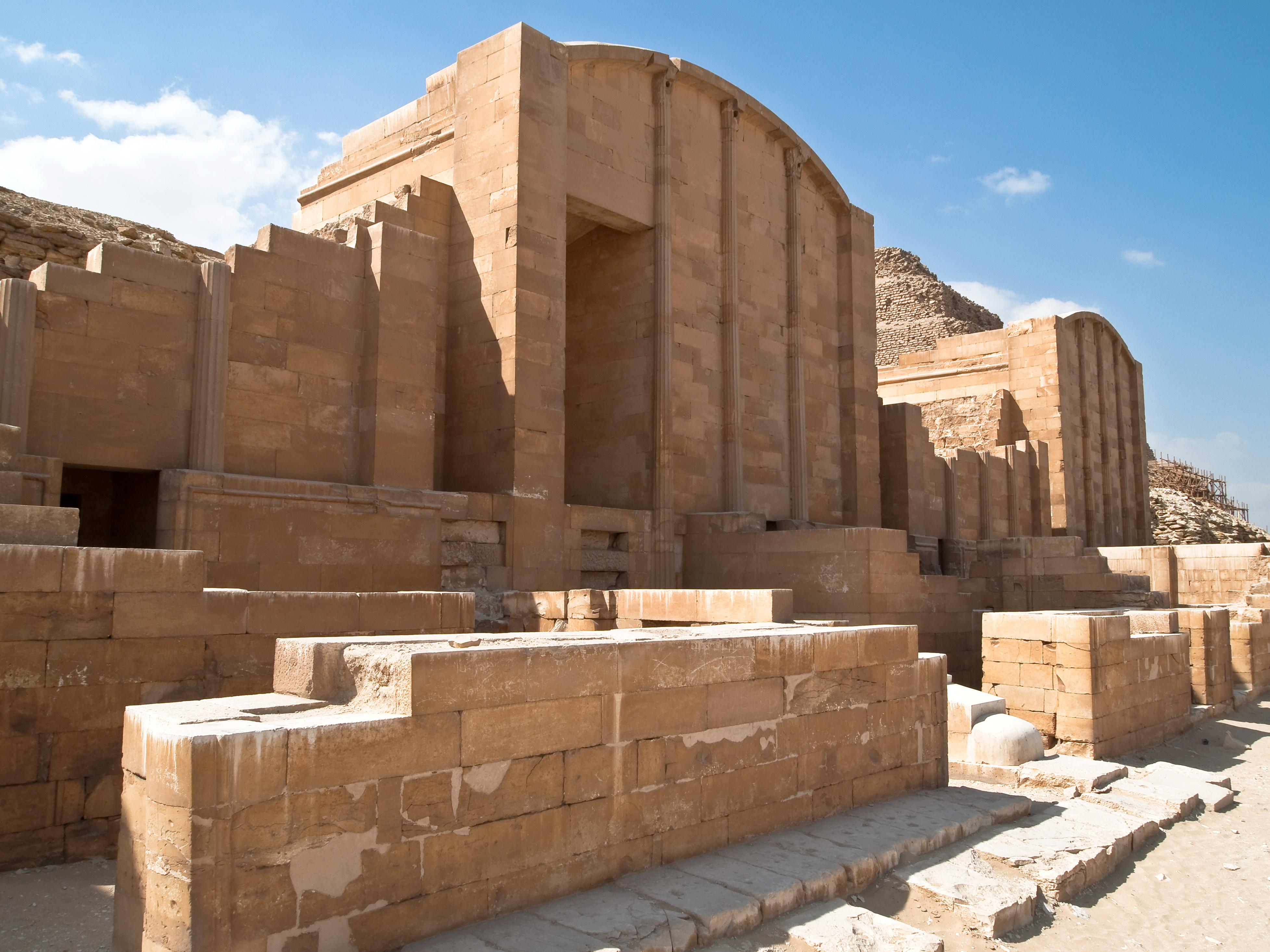
Đền Djoser từ thời cổ đại
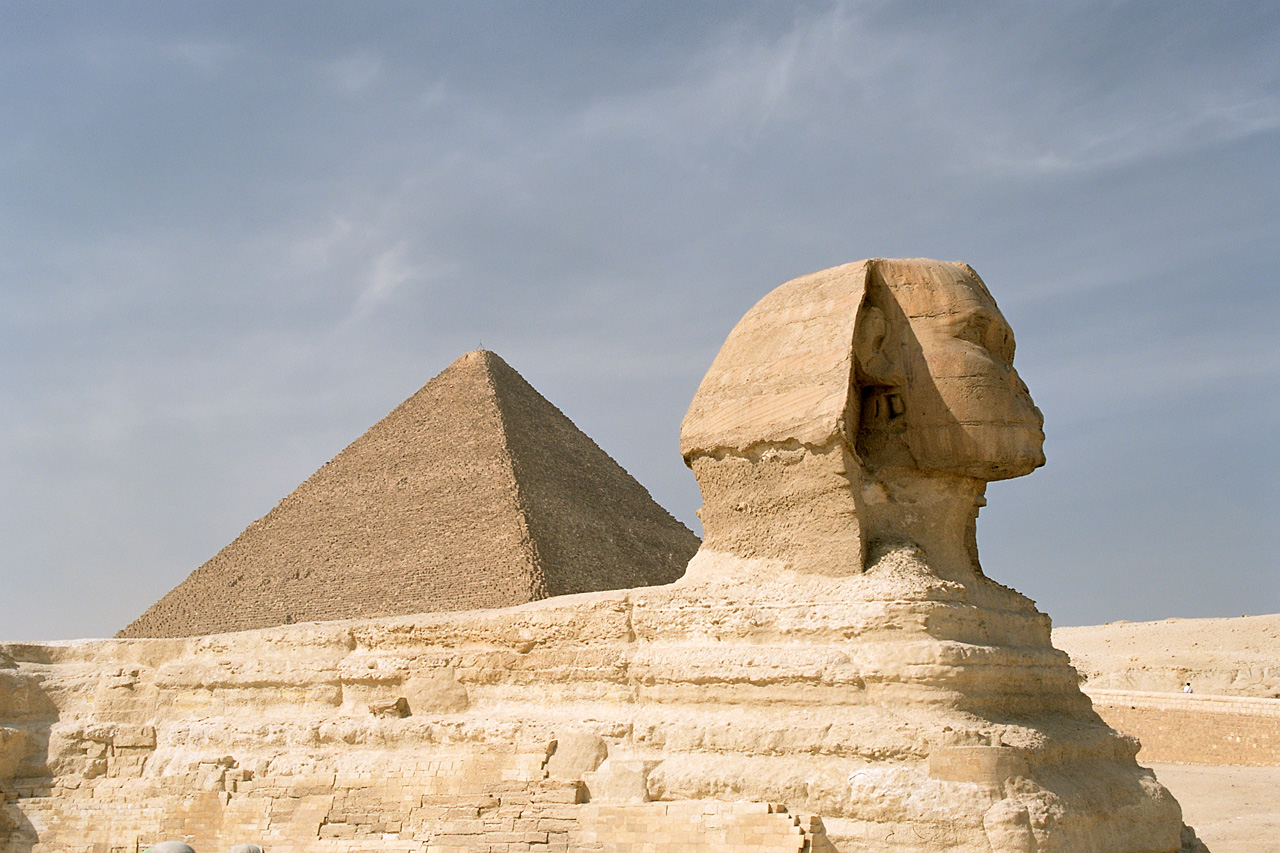
Tượng Nhân sư khổng lồ ở Giza, nằm phía trước Đại Kim tự tháp Giza của Kheops.
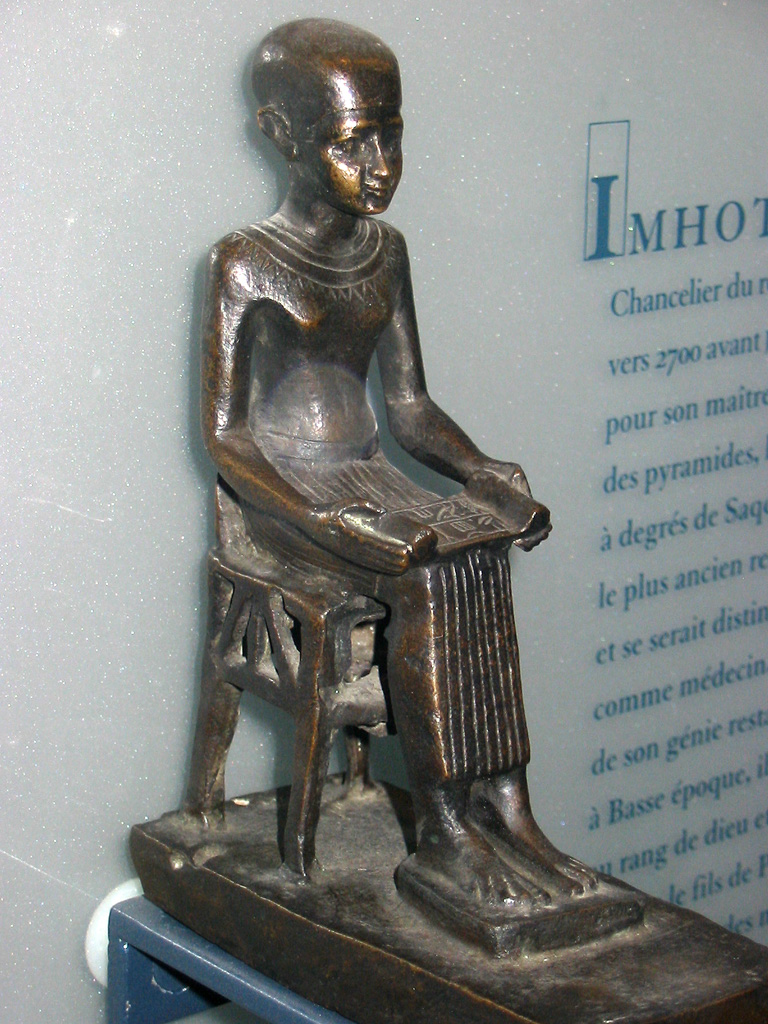
Giai đoạn cuối, bức tượng của Imhotep, trưng bày tại Bảo tàng Louvre, Pháp.
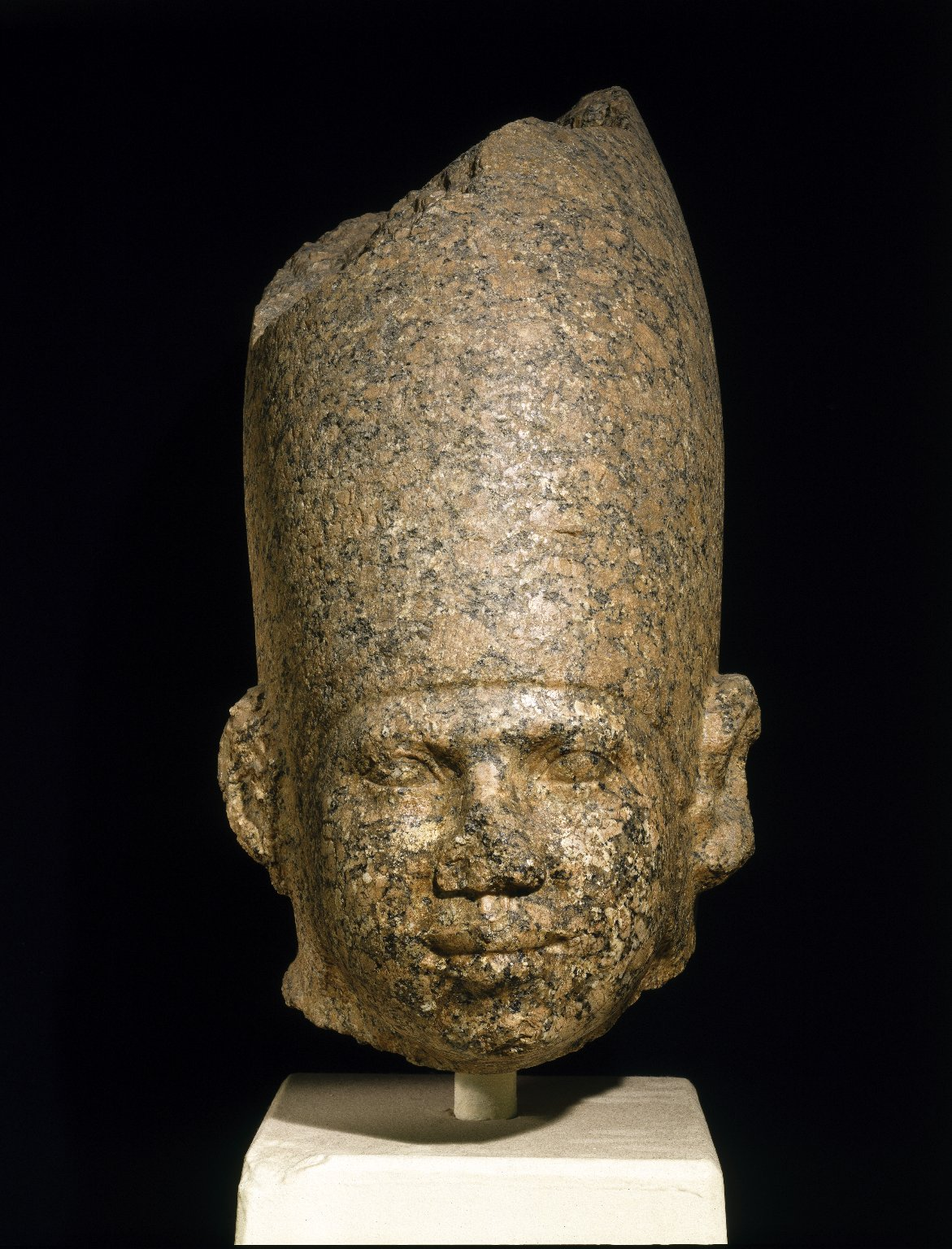
Đầu của một vị Vua, từ năm 2650-2600 trước Công nguyên, trưng bày ở Bảo tàng Brooklyn; lần đầu tiên là đại diện của các vị Vua Ai Cập trong quy mô nhỏ. Từ vương triều thứ 3, những bức tượng đã được xây dựng cho các vị Vua đang ở cai trị, đầu đội vương miện của Thượng Ai Cập, thậm chí còn vượt qua khả năng của con người.